# Chiaki Kuriyama
Chiaki Kuriyama (栗山　千明, Kuriyama Chiaki), née le 10 octobre 1984 à Tsuchiura dans la préfecture d'Ibaraki, est une actrice, chanteuse et  top model japonaise.

## Biographie
Chiaki Kuriyama a commencé sa carrière de modèle et d'actrice à onze ans alors qu'elle jouait des rôles mineurs dans des publicités à la télévision et dans des films d'horreur japonais. Elle apparaît dans des téléséries, des films et des publicités au Japon. Chiaki Kuriyama s'illustre d'abord dans le film School Mystery (1995) adapté du manga Toire no Hanako-san ainsi que dans le film d'épouvante Shikoku (1999).
Le public japonais a pu voir, en 2000, cette actrice dans la série télévisée MPD Psycho. La même année, elle joue dans le film fantastique Kamen Gakuen. Mais c'est son incarnation de Takako Chigusa dans Battle Royale de Kinji Fukasaku qui fit révéler son talent au monde entier. Sa prestation l'a fait remarquer de Quentin Tarantino qui lui proposa le rôle de la sadique Gogo Yubari dans le film Kill Bill : Volume 1. En 2005, elle joue aux côtés d'Aya Ueto dans Azumi 2 : Death or Love. Avec seulement quelques films à son actif, Kuriyama est devenue en peu de temps l'une des idoles les plus appréciées au Japon.

## Filmographie
Cette filmographie informe des films et séries télévisées dans lesquels l'actrice Chiaki Kuriyama tient un rôle. Les films et séries sont classés du plus ancien au plus récent. Le nom du personnage qu'elle joue y est parfois inscrit.

### Cinéma
- 1995 : Toire no Hanako-san
- 1995 : Gonin - fille d'Ogiwara
- 1999 : Shikoku - Sayori Hiura
- 2000 : Kamen Gakuen - Reika Dojima
- 2000 : Ju-on - Mizuho
- 2000 : Battle Royale : Takako Chigusa (fille no 13)
- 2003 : Kill Bill : Volume 1 de Quentin Tarantino : Gogo Yubari
- 2003 : Itsuka 'A' Torein ni Notte - Yuki Noguchi
- 2004 : Kagen no Tsuki, Last Quarter - Mizuki Mochizuki
- 2005 : MAIL - Mikoto
- 2005 : Azumi 2 : Death or Love - Kozue
- 2005 : Piège au soleil levant - Ayako
- 2005 : Yokai Daisenso - Agi
- 2005 : Scrap Heaven - Saki Fujimura
- 2006 : Kisarazu Cat's Eye: World Series - Ayako Sugimoto
- 2007 : Exte - Yuko Mizushima
- 2007 : Tengu Gaiden - Amaya
- 2008 : Komori Seikatsu Koujou Club - Shizue Oikawa
- 2008 : KIDS - Shiho
- 2008 : GS Wonderland - Miku Oono
- 2009 : Kamogawa Horumo - Fumi Kusunoki
- 2009 : Hagetaka: The Movie - Yuka Mishima
- 2010 : Neck - Eiko Akasaka
- 2016 : Himitsu de Keishi Ōtomo
- 2017 : Blade of the Immortal (Mugen no jûnin) de Takashi Miike : Hyakurin
- 2019 : Chiwawa-chan : Yūko

### Dramas
- 1995 : Papa Survival
- 1997 : Psychometrer EIJI - Yuki Neechan
- 1998 : Nacchan-chi (TV Asahi)
- 1999 : Kowai Douwa Oyayubihime - Sayako
- 1999 : Koori no Sekai
- 1999 : Catch Ball Biyori
- 2000 : Rokubanme no Sayoko (NHK) - Sayoko Tsumura
- 2000 : Taju Jinkaku Tantei Psycho (WOWOW, ep3)
- 2000 : Love Chat
- 2000 : Goshuushoku
- 2000-2001 : Himitsu Kurabu o-daiba.com (秘密倶楽部o-daiba.com) (Fuji TV) - Kazumi Naruse
- 2001 : Kabushiki Gaisha o-daiba.com (株式会社o-daiba.com) (Fuji TV) - Kazumi Naruse
- 2001 : R-17 (TV Asahi) - Saori Maruyama
- 2002 : Kyoto Meikyu Annai (TV Asahi)
- 2005 : Haru, Barneys de (WOWOW) - Sae Sakurai
- 2006 : Jyooubachi (Fuji TV) - Tomoko Daidoji / Kotoe Daidoji
- 2006 : Woman's Island (NTV) - Rei Fujishima
- 2006 : Kakure Karakuri (TBS) - Karin Hanayama
- 2007 : Hagetaka (NHK) - Yuka Mishima
- 2007 : Tokkyu Tanaka San Go (TBS) - Terumi Meguro
- 2008 : Ashita no Kita Yoshio (Fuji TV) - Rika Hasegawa
- 2008 : Loss Time Life (Fuji TV) - Saika Kurosaki
- 2008 : Sirius no Michi (WOWOW) - Hideaki Totsuka
- 2009 : Keikan no Chi (TV Asahi)
- 2009 : Naniwa no Hana (NHK)
- 2010 : Atami no Sousakan (TV Asahi) - Sae Kitajima
- 2011 : Douki (WOWOW)
- 2011 : Rebound (NTV) - Mimura Hitomi
- 2018 : Ginga Tetsudou 999 Galaxy Live Drama : Maetel
- 2020 : 24 Japan (TV Asahi) : Itsuki Mizuishi

### Jeux vidéo
- 2020 : Death Come True : Akane Sachimura, une enquêteuse[1]

## Takako Chigusa dansBattle Royale
À l'aube du nouveau millénaire, les adultes se mirent à redouter les jeunes et instituèrent la loi Battle Royale dans le but de former une nation saine de corps et d'esprit. Chaque année, une classe de troisième est choisie au hasard parmi les classes du pays. Chaque élève a trois jours pour exterminer ses compagnons de classe à l'aide d'une arme. Cette féroce satire du Japon est un classique du cinéma asiatique connu dans le monde entier.
Chiaki Kuriyama incarne, dans ce film culte de Kinji Fukasaku, le rôle de Takako Chigusa, jeune fille sportive qui continue à s'entraîner sur l'île malgré tout, et qui fait partie des lycéens prêts à tuer pour survivre, bien qu'elle ne tue que Kazushi Niida qui veut la forcer à coucher avec lui. À peine après l'avoir assassiné, elle se fait agresser par Mitsuko Sôma, jeune fille à succès, prête à tout pour remporter le jeu et rentrer chez elle. Grièvement blessée, elle se laisse tomber dans un creux au milieu d'un barrage, et meurt ensuite dans les bras d'Hiroki Sugimura, son ami d'enfance dont elle était secrètement amoureuse.

## Gogo Yubari dansKill Bill: Volume 1
Alors que se déroule la cérémonie de répétition d'un mariage dans le désert, un commando déboule dans la chapelle et tire sur les invités. La mariée, enceinte, est laissée pour morte. Après quatre ans de coma, elle revient à la vie et se jure de retrouver les tueurs et de les éliminer un par un.
On apprend rapidement que la Mariée était tueuse à gages dans un gang appelé le « Détachement international des vipères assassines ». Elle n'a plus qu'un seul objectif, venger ses proches en tuant tous les membres de l'organisation en gardant Bill, le chef, pour la fin.
Chiaki Kuriyama commence sa carrière en Amérique du Nord dans Kill Bill : Volume 1 de Quentin Tarantino. Elle y joue le rôle de la garde du corps nipponne de O-Ren Ishii, Gogo Yubari, une lycéenne yakuza de dix-sept ans. Gogo est peut-être jeune, mais elle compense le handicap de son âge par sa cruauté démentielle et aussi par son caractère sadique et sanguinaire. Et elle n'hésite pas à utiliser des méthodes sournoises et déloyales pour gagner contrairement à O-Ren et la mariée qui semblent privilégier le combat à armes égales, ce qui n'empêchera finalement pas Gogo de se faire éliminer par la mariée malgré le fait qu'elle ait perdu son katana.

## Discographie

### Album
1. Circus (16 mars 2011)

### Singles
1. Ryuusei no Namida (流星のナミダ?) (24 février 2010)
2. Kanousei Girl (可能性ガール?) (17 novembre 2010)
3. Cold Finger Girl (コールドフィンガーガール?) (26 janvier 2011)
4. Oishii Kisetsu / Ketteiteki Sanpunkan (おいしい季節 / 決定的三分間?) (2 mars 2011)
5. Tsukiyo no Shouzou (月夜の肖像?) (23 novembre 2011)
6. Toyosu Luciferin (とよす☆ルシフェリン?) (24 avril 2013)
7. 0 (23 octobre 2013)

Singles Digitals
1. 0 (22 mai 2013)
2. Dilemma (1er octobre 2014)

### VHS/DVD
1. angels (天使?) (1996)
2. Shikoku nite... Kuriyama Chiaki (死国にて...栗山千明?) (1999)
3. digi+KISHIN DVD Kuriyama Chiaki (栗山千明?) (2004)
4. Kuriyama Chiaki Ai to Kanno no Tango ~Buenos Aires no Omoide~ (25 septembre 2013)

## Photobooks
- Shinwa Shoujo (神話少女?) (1997)
- Kuriyama Chiaki ACCESS BOOK Shikoku no Chiaki, Sugao no Chiaki (栗山千明「死国」の千明、素顔の千明?) (1999)
- Trading Card Magazine GENICA Vol.15 (トレーディング カード マガジン?) (2001)
- digi+Girls KISHIN NO.4 Kuriyama Chiaki (栗山千明?) (2004)
- 20-sai no Memorial Princess Kuriyama Chiaki×Nanigawa Mika (20歳のメモリアル「プリンセス」栗山千明×蜷川実花?) (2004)

Où elle apparaît
- Namaiki (1996)
- angels (天使?) (1996)
- Shoujo Kan (少女館?) (1997)
- Eiga Battle Royale Shashinshuu -2000 Natsu 3-nen B-gumi 42-nin no Kimyou na Natsuyasumi- (映画「バトル・ロワイアル」写真集-2000夏・3年B組42人の奇妙な夏休み-?) (2000)
- Fuji TV Himitsu Club o-daiba.com REAL SISTERS presents Teens Site Daibouken (フジテレビ「秘密倶楽部o-daiba.com」REAL SISTERS presentsティーンズサイト大冒険?) (2001)
- School Of Lock! Days (2007)